# Баните
Ба̀ните е село в Южна България, административен център на община Баните, област Смолян.

## География
Село Баните се намира в източната част на Западните Родопи, на около 20 км от границата им с Източните Родопи. Разположено е в планински район в Смолянска област, по поречието на река Малка Арда, на 750 метра надморска височина. Селото е разположено между два областни центъра – Кърджали и Смолян (62 km от Кърджали и 45 km от Смолян). Баните е известно с минералната вода, чиято температура при извиране е 43 °C и е уникална по състав за България. Селото има стара и нова част. Новата част е изградена около минералните бани, за които има сведения, че са се използвали още по римско време.

## История
Към 31 декември 1934 г. към селото – тогава с името Лъджа, спадат махалите Кара Мурадовци, Лесичек, Малко треве, Мола Алиевска, Пергеловци, Присойка и Тревня.
Село Лъджа е в България от 1912 г. Преименувано е на Баните с указ № 1563, обнародван на 25 юли 1972 г.

## Население
Численост на населението според преброяванията през годините:
| \| Година на преброяване \| Численост \| \| --------------------- \| --------- \| \| 1934 \| 889 \| \| 1946 \| 1096 \| \| 1956 \| 1327 \| \| 1965 \| 1494 \| \| 1975 \| 1250 \| \| 1985 \| 1205 \| \| 1992 \| 1292 \| \| 2001 \| 1305 \| \| 2011 \| 1072 \| \| 2019 \| 852 \| \| 2021 \| 823 \| |           |
| Година на преброяване | Численост |
| 1934 | 889       |
| 1946 | 1096      |
| 1956 | 1327      |
| 1965 | 1494      |
| 1975 | 1250      |
| 1985 | 1205      |
| 1992 | 1292      |
| 2001 | 1305      |
| 2011 | 1072      |
| 2019 | 852       |
| 2021 | 823       |

## Религии
Изповядваните религии в село Баните са православие и ислям.

## Обществени институции
В селото е разположена общинската администрация на община Баните.
В село Баните има джамия и църква „Света Богородица“.
Средното общообразователно оздравително училище „Христо Ботев“ в Баните е с общинско финансиране.
Читалище „Просвета“ е действащо, регистрирано е под номер 567 в Министерство на Културата на Република България. Има танцов състав, битова група, библиотека.
Има специализирана болница за рехабилитация.

## Редовни събития
Ежегодно на 5 и 6 май се провежда „Празник на община Баните и минералната вода“.

## Личности
Родени
- Румен Родопски (р. 1943), български народен певец
- Женя жабата